# ユニオン堆

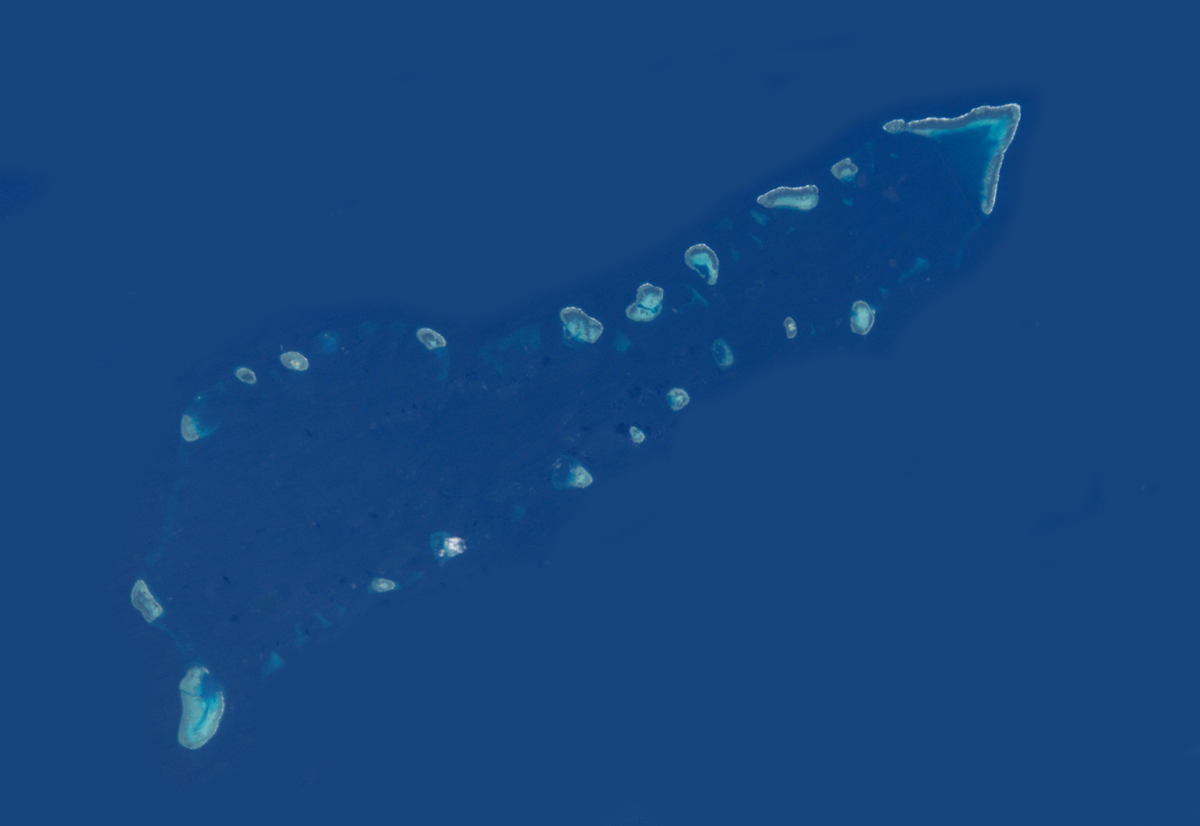
ユニオン堆

ユニオン堆の地図

ユニオン堆（ユニオンたい、英語：Union Banks、中国語: 九章群礁）は、南シナ海の南沙諸島（スプラトリー諸島）中央部にある環礁である。暗礁などから成り、人工物を除けば、多くの地形が高潮時には水没する。
ユニオン堆の島礁については、中華人民共和国、中華民国（台湾）、ベトナムが主権を主張している。
ヒューズ礁やジョンソン南礁では中国による埋め立てが確認されている。

## 主要な島礁
- シンコウ島
- エドモンド礁
- ケナン礁
- ヒューズ礁
- ハレット礁
- ホリデー礁
- エンパイア礁
- ウィットサン礁
- ロス礁
- グリアソン礁
- バンフォード礁
- テトリー礁
- ジョーンズ礁
- ヒゲン礁
- ランズダウン礁
- ジョンソン南礁
- コリンズ礁
- ラブレス礁
- ゲント礁